# Dormándi László
Dormándi László, született Engel László (Dormánd, 1898. július 14. – Párizs, 1967. november 26.) magyar író, szerkesztő, lexikográfus, műfordító. Lánya Judith Dupont pszichoanalitikus.

## Élete
Engel Lajos (1867–1918) dormándi földbirtokos, huszárhadnagy és Beck Irén (1872–1943) gyermekeként született. A budapesti Pantheon Irodalmi Intézet igazgatója volt. 1939-ben feleségével Párizsba költözött. Budapesten elsősorban kiadói és szerkesztői, műfordítói tevékenységet folytatott. A két világháború között Thomas Mann, Stefan Zweig és Lion Feuchtwanger műveit fordította. Szerkesztette az 1936-ban megjelent hatkötetes Új Lexikont, s az 1938-ban kiadott Kis enciklopédiát. Franciaországban francia nyelven írt regényeivel sikereket ért el. Lélektani indítású, fantasztikum felé hajló regényeit a kritika is kedvezően fogadta. 1948-ban francia állampolgárságot kapott.

## Magánélete
Felesége Székely-Kovács Olga (1900–1970) festő és gyermekkönyv-illusztrátor volt, Bálint Alice pszichoanalitikus húga, akit 1924. október 16-án Budapesten vett nőül.

## Művei
- Vihar (regény, Budapest, 1920)
- A tűzsárkány (1921)
- Sólyommadár. Balassa Bálint regénye (regény, Budapest, 1927)
- A jó ember (regény, Budapest, 1930)
- Két jelentéktelen ember (1937)
- A bajthozó tündér (regény, Budapest, 1941)
- Trópusi láz (1941)
- Zárás után (1942)
- La vie des autres (1944)
- A félelem (elbeszélések, Budapest, 1946)
- A mű (regény, Budapest, 1948)
- La péniche sans nom (regény, Párizs, 1951)
- Pas si fou (1952)
- La Traque (1955)
- La fantôme de la rue Babel (regény, Párizs, 1956)
- Tu mourras seul (1957)
- L'ombre du capitaine (1958)
- Plus heureux que ľenfance (regény, Párizs, 1960)
- Le naufragé de la terre ferme (1961)
- A hórihorgas és a köpcös (novellaciklus, Budapest, 1965)
- Bábszínház (elbeszélések, Budapest, 1968)
- A múlt zarándoka (regény, Budapest, 1968)